# Libenický dub
Libenický dub je památný dub letní (Quercus robur), který roste na evangelickém hřbitově při jeho severní zdi v obci Libenice asi 5 km jihovýchodně od okresního města Kolín. Památný dub je chráněn pro svůj vzrůst.
- výška stromu je 22 m
- obvod kmene je asi 290 cm
- odhadované stáří je kolem 200 let.